# Basara (Serbia)
Basara (cyr. Басара) – wieś w Serbii, w okręgu pirockim, w mieście Pirot. W 2011 roku liczyła 2 mieszkańców.